# Triméthylbenzène
Le triméthylbenzène est un composé organique aromatique de formule C9H12. Il est constitué d'un cycle benzénique substitué par trois groupes méthyle. Du fait de la possible disposition respective de ces groupes, il existe sous la forme de trois isomères : l'hémimellitène (1,2,3-triméthylbènzene), le pseudocumène (1,2,4-triméthylbènzene) et le mésitylène (1,3,5-triméthylbènzene).

## Propriétés
| Triméthylbenzène          |                                            |                                                           |                                                           |
| Nom                       | 1,2,3-Triméthylbènzene                     | 1,2,4-Triméthylbènzene                                    | 1,3,5-Triméthylbènzene                                    |
| Autre nom                 | Hémimellitène vic-Triméthylbènzene         | Pseudocumène asym-Triméthylbènzene                        | Mésitylène sym-Triméthylbènzene                           |
| Représentation            | Structure de l'hémimellitène               | Structure du pseudocumène                                 | Structure du mésitylène                                   |
| Numéro CAS                | 526-73-8                                   | 95-63-6                                                   | 108-67-8                                                  |
| PubChem                   | 10686                                      | 7247                                                      | 7947                                                      |
| Formule brute             | C9H12                                      | C9H12                                                     | C9H12                                                     |
| Masse molaire             | 120,19 g mol−1                             | 120,19 g mol−1                                            | 120,19 g mol−1                                            |
| État (CNPT)               | liquide                                    | liquide                                                   | liquide                                                   |
| Apparence                 | liquide huileux incolore, odeur aromatique | liquide huileux incolore, odeur aromatique                | liquide huileux incolore, odeur aromatique                |
| Point de fusion           | −25 °C                                     | −44 °C                                                    | −45 °C                                                    |
| Point d'ébullition        | 176 °C                                     | 169 °C                                                    | 165 °C                                                    |
| Masse volumique (20 °C)   | 0,89 g·cm-3                                | 0,88 g·cm-3                                               | 0,87 g·cm-3                                               |
| Pression de vapeur        | 2,25 hPa (25 °C)                           | 2,8 hPa (25 °C)                                           | 2,69 hPa (20 °C)                                          |
| Point d'éclair            | 51 °C                                      | 50 °C                                                     | 44 °C                                                     |
| Point d'auto-inflammation | 470 °C                                     | 485 °C                                                    | 550 °C                                                    |
| Limites d'explositivité   | 0,88 – vol.%                               | 0,8 – 7,0 vol.% (42 – 350 g/m³)                           | 0,96 – 7,3 vol.% (48 – 365 g/m³)                          |
| Solubilité dans l'eau     | 75 mg·l-1 (25 °C)                          | 0,06 g·l-1 (20 °C)                                        | 0,02 g·l-1 (25 °C)                                        |
| LogP                      | 3,6                                        | 3,7                                                       | 3,42                                                      |
| SGH                       | Attention                                  | Attention                                                 | Danger                                                    |
| Phrase H et P             | H226, H315, H319 et H335                   | H226, H304, H315, H319, H332, H335 et H411                | H226, H304, H315, H319, H335 et H411                      |
| Phrase H et P             | P261 et P305+P351+P338                     | P261, P273 et P301+P310 P331, P302+P352 et P304+P340+P312 | P210, P273 et P301+P310 P331, P302+P352 et P304+P340+P312 |